# Va 2 L.A.
Albums de The Lady of Rage
Necessary Roughness
(1999)
Va 2 L.A. est le deuxième album studio de The Lady of Rage, sorti le 19 juin 2005.

## Liste des titres
| No  | Titre                                         | Contient un (des) sample(s) de   | Durée |
| --- | --------------------------------------------- | -------------------------------- | ----- |
| 1.  | Intro to VA 2 L.A.                            |                                  | 0:29  |
| 2.  | I'm Comin'                                    |                                  | 3:13  |
| 3.  | Put U Up on Rage (featuring Dominique)        |                                  | 3:08  |
| 4.  | The West Needs Me                             |                                  | 2:14  |
| 5.  | DPG Set (featuring Goldie Loc et RBX)         |                                  | 3:11  |
| 6.  | Ten Pimp Commandments (featuring Doc Strange) |                                  | 2:52  |
| 7.  | No No No!!!                                   |                                  | 2:50  |
| 8.  | Va Mo Money                                   |                                  | 4:24  |
| 9.  | Afro Puffs                                    |                                  | 4:46  |
| 10. | Boss Lady                                     |                                  | 3:33  |
| 11. | Bow Down                                      |                                  | 2:15  |
| 12. | There They Go (featuring Doc Strange)         |                                  | 4:25  |
| 13. | Get 'Em Girl                                  |                                  | 2:00  |
| 14. | Unfuckwitable                                 | Let Your Hair Down d'Yvonne Fair | 3:44  |
| 15. | Old Skool                                     |                                  | 1:49  |
| 16. | The Interview (featuring Poetess)             |                                  | 2:10  |
| 17. | Str8 Outta VA                                 |                                  | 5:46  |